# Parque Nacional Benito Juárez
Parque Nacional Benito Juárez är en nationalpark i Mexiko.   Den ligger i delstaten Oaxaca, i den sydöstra delen av landet, 400 km sydost om huvudstaden Mexico City. Parque Nacional Benito Juárez ligger 2 218 meter över havet.
Terrängen runt Parque Nacional Benito Juárez är kuperad åt sydost, men åt nordväst är den bergig. Terrängen runt Parque Nacional Benito Juárez sluttar söderut. Runt Parque Nacional Benito Juárez är det ganska tätbefolkat, med 52 invånare per kvadratkilometer. Närmaste större samhälle är Oaxaca de Juárez, 10,6 km sydväst om Parque Nacional Benito Juárez. I omgivningarna runt Parque Nacional Benito Juárez växer huvudsakligen savannskog.